# Grand Prix automobile de Mosport 2006
Navigation
Édition précédente Édition suivante
Le Grand Prix de Mosport 2006, disputé sur le 3 septembre 2006 sur le circuit de Mosport est la huitième course de American Le Mans Series 2006.

## Course

### Classement de la course
Classement final de la course (vainqueurs de catégorie en gras),, :
| Pos.   | Catégorie | N°  | Écurie                                      | Pilotes                                       | Châssis                          | Pneus | Tours/Abandon |
| Pos.   | Catégorie | N°  | Écurie                                      | Pilotes                                       | Moteur                           | Pneus | Tours/Abandon |
| ------ | --------- | --- | ------------------------------------------- | --------------------------------------------- | -------------------------------- | ----- | ------------- |
| 1      | LMP1      | 2   | Audi Sport North America                    | Rinaldo Capello Allan McNish                  | Audi R10 TDI                     | M     | 133           |
| 1      | LMP1      | 2   | Audi Sport North America                    | Rinaldo Capello Allan McNish                  | Audi TDI 5.5L Turbo V12 (Diesel) | M     | 133           |
| 2      | LMP1      | 20  | Dyson Racing                                | Guy Smith Chris Dyson                         | Lola B06/10                      | M     | 133           |
| 2      | LMP1      | 20  | Dyson Racing                                | Guy Smith Chris Dyson                         | AER P32T 3.6L Turbo V8           | M     | 133           |
| 3      | LMP1      | 16  | Dyson Racing                                | Butch Leitzinger James Weaver Rob Dyson       | Lola B06/10                      | M     | 133           |
| 3      | LMP1      | 16  | Dyson Racing                                | Butch Leitzinger James Weaver Rob Dyson       | AER P32T 3.6L Turbo V8           | M     | 133           |
| 4      | LMP1      | 1   | Audi Sport North America                    | Frank Biela Emanuele Pirro                    | Audi R10 TDI                     | M     | 132           |
| 4      | LMP1      | 1   | Audi Sport North America                    | Frank Biela Emanuele Pirro                    | Audi TDI 5.5L Turbo V12 (Diesel) | M     | 132           |
| 5      | LMP2      | 7   | Penske Racing                               | Lucas Luhr Romain Dumas                       | Porsche RS Spyder                | M     | 131           |
| 5      | LMP2      | 7   | Penske Racing                               | Lucas Luhr Romain Dumas                       | Porsche MR6 3.4L V8              | M     | 131           |
| 6      | LMP2      | 6   | Penske Racing                               | Sascha Maassen Timo Bernhard                  | Porsche RS Spyder                | M     | 131           |
| 6      | LMP2      | 6   | Penske Racing                               | Sascha Maassen Timo Bernhard                  | Porsche MR6 3.4L V8              | M     | 131           |
| 7      | GT1       | 009 | Aston Martin Racing                         | Stéphane Sarrazin Pedro Lamy                  | Aston Martin DBR9                | P     | 124           |
| 7      | GT1       | 009 | Aston Martin Racing                         | Stéphane Sarrazin Pedro Lamy                  | Aston Martin 6.0L V12            | P     | 124           |
| 8      | GT1       | 4   | Corvette Racing                             | Oliver Gavin Olivier Beretta                  | Chevrolet Corvette C6.R          | M     | 123           |
| 8      | GT1       | 4   | Corvette Racing                             | Oliver Gavin Olivier Beretta                  | Chevrolet 7.0L V8                | M     | 123           |
| 9      | GT1       | 007 | Aston Martin Racing                         | Peter Kox Tomáš Enge                          | Aston Martin DBR9                | P     | 123           |
| 9      | GT1       | 007 | Aston Martin Racing                         | Peter Kox Tomáš Enge                          | Aston Martin 6.0L V12            | P     | 123           |
| 10     | GT1       | 3   | Corvette Racing                             | Ron Fellows Johnny O'Connell                  | Chevrolet Corvette C6.R          | M     | 122           |
| 10     | GT1       | 3   | Corvette Racing                             | Ron Fellows Johnny O'Connell                  | Chevrolet 7.0L V8                | M     | 122           |
| 11     | GT2       | 62  | Risi Competizione                           | Stephane Ortelli Johnny Mowlem                | Ferrari F430GT                   | M     | 116           |
| 11     | GT2       | 62  | Risi Competizione                           | Stephane Ortelli Johnny Mowlem                | Ferrari 4.0L V8                  | M     | 116           |
| 12     | GT2       | 61  | Risi Competizione                           | Toni Vilander Maurizio Mediani                | Ferrari F430GT                   | M     | 116           |
| 12     | GT2       | 61  | Risi Competizione                           | Toni Vilander Maurizio Mediani                | Ferrari 4.0L V8                  | M     | 116           |
| 13     | GT2       | 45  | Flying Lizard Motorsports                   | Johannes van Overbeek Marc Lieb               | Porsche 911 GT3-RSR              | M     | 116           |
| 13     | GT2       | 45  | Flying Lizard Motorsports                   | Johannes van Overbeek Marc Lieb               | Porsche 3.6L Flat-6              | M     | 116           |
| 14     | GT2       | 51  | Multimatic Motorsports Team Panoz           | Gunnar Jeannette Tommy Milner                 | Panoz Esperante GT-LM            | P     | 115           |
| 14     | GT2       | 51  | Multimatic Motorsports Team Panoz           | Gunnar Jeannette Tommy Milner                 | Ford (Elan) 5.0L V8              | P     | 115           |
| 15     | GT2       | 21  | BMW Team PTG                                | Bill Auberlen Joey Hand                       | BMW M3                           | Y     | 115           |
| 15     | GT2       | 21  | BMW Team PTG                                | Bill Auberlen Joey Hand                       | BMW 3.2L I6                      | Y     | 115           |
| 16     | GT2       | 31  | Petersen Motorsports White Lightning Racing | Jörg Bergmeister Tim Bergmeister Patrick Long | Porsche 911 GT3-RSR              | M     | 113           |
| 16     | GT2       | 31  | Petersen Motorsports White Lightning Racing | Jörg Bergmeister Tim Bergmeister Patrick Long | Porsche 3.6L Flat-6              | M     | 113           |
| 17     | GT2       | 44  | Flying Lizard Motorsports                   | Lonnie Pechnik Seth Neiman                    | Porsche 911 GT3-RSR              | M     | 122           |
| 17     | GT2       | 44  | Flying Lizard Motorsports                   | Lonnie Pechnik Seth Neiman                    | Porsche 3.6L Flat-6              | M     | 122           |
| 18     | GT2       | 23  | Alex Job Racing                             | Mike Rockenfeller Marcel Tiemann              | Porsche 911 GT3-RSR              | M     | 112           |
| 18     | GT2       | 23  | Alex Job Racing                             | Mike Rockenfeller Marcel Tiemann              | Porsche 3.6L Flat-6              | M     | 112           |
| 19     | LMP2      | 37  | Intersport Racing                           | John Field Clint Field Liz Halliday           | Lola B05/40                      | G     | 101           |
| 19     | LMP2      | 37  | Intersport Racing                           | John Field Clint Field Liz Halliday           | AER P07 2.0L Turbo I4            | G     | 101           |
| 20 DNF | LMP1      | 12  | Autocon Motorsports                         | Mike Lewis Chris McMurry John Graham          | MG-Lola EX257                    | D     | 9             |
| 20 DNF | LMP1      | 12  | Autocon Motorsports                         | Mike Lewis Chris McMurry John Graham          | AER P07 2.0L Turbo I4            | D     | 9             |
| 21 DNF | GT2       | 22  | BMW Team PTG                                | Justin Marks Bryan Sellers                    | BMW M3                           | Y     | 8             |
| 21 DNF | GT2       | 22  | BMW Team PTG                                | Justin Marks Bryan Sellers                    | BMW 3.2L I6                      | Y     | 8             |
| 22 DNF | GT2       | 50  | Multimatic Motorsports Team Panoz           | Scott Maxwell David Brabham                   | Panoz Esperante GT-LM            | P     | 7             |
| 22 DNF | GT2       | 50  | Multimatic Motorsports Team Panoz           | Scott Maxwell David Brabham                   | Ford (Elan) 5.0L V8              | P     | 7             |